# The Datsuns
The Datsuns est un groupe néo-zélandais de hard rock, originaire de Cambridge.

## Histoire

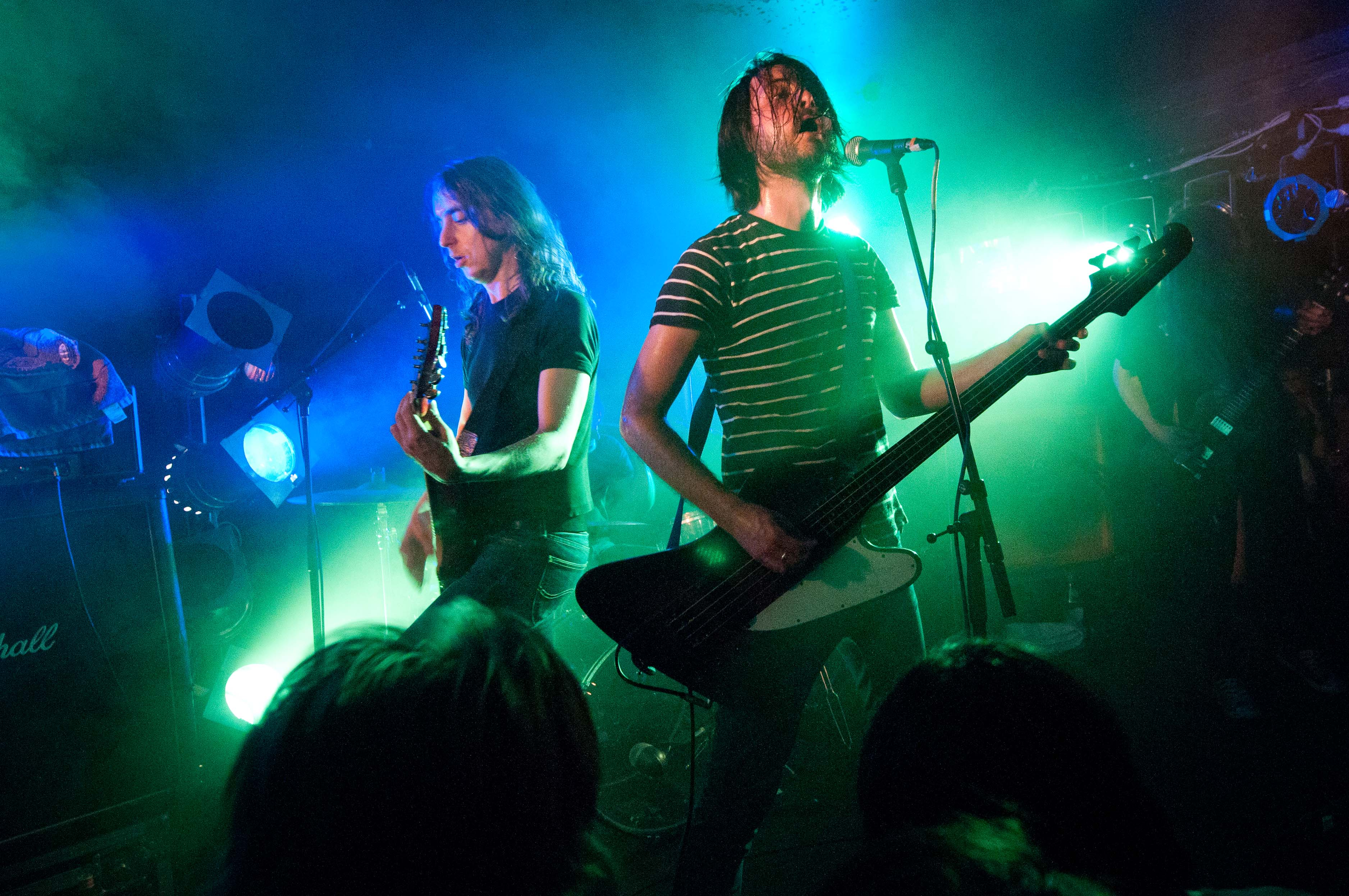
Datsun en concert à Auckland.

En 1995, le chanteur et bassiste Dolf de Borst, le guitariste Phil Somervell et le batteur Matt Osment forment le groupe Trinket, alors qu'ils sont encore étudiants,,. Christian Livingstone les rejoint en 1997 en tant que second guitariste. En 1999, ils remportent au concours Battle of the Bands organisé par une radio locale du pays,.
En 2000, le groupe se rebaptise The Datsuns et leur premier EP, Super Gyration!, sort en août de la même année. En juillet 2002, après plusieurs passages lors des sessions de John Peel sur la radio anglaise BBC Radio 1, le groupe signe sur le label V2 et sort son premier album homonyme. Ce dernier fait forte impression en Nouvelle-Zélande et Australie, ainsi qu'au Royaume-Uni, et le groupe reçoit de nombreuses récompenses, notamment dans le réputé magazine britannique NME.
Après une longue tournée qui passe par l'Europe et les États-Unis, et notamment par le festival Ozzfest en 2003, le groupe sort en 2004 son second album Outta Sight, Outta Mind produit par John Paul Jones, ancien bassiste du groupe Led Zeppelin. L'album s'inscrit dans la continuité du premier, avec une énergie tout aussi présente, mais un succès moins retentissant dans les critiques. En 2006, l'album Smoke and Mirrors voit le jour, et le batteur Matt Osment est remplacé par Ben Cole. Il s'ensuit une tournée qui rencontre un grand succès, notamment en Europe. En 2008 sort le quatrième album du quatuor néo-zélandais qui a pour nom headstunts. Il se démarque des précédents, avec des accents plus pop et l'utilisation plus fréquente des claviers. Ensuite, le groupe fera une longue tournée mondiale en 2008, et 2009.
Leur cinquième album, Death Rattle Boogie, sorti en octobre 2012, est notamment produit par Nicke Andersson, ex-leader du groupe suédois The Hellacopters, et enregistré à Stockholm, en Suède. En octobre 2014 sort leur sixième opus, Deep Sleep.
Après une longue période d'inactivité, le groupe sort en février 2021 le single Brain To Brain : leur premier morceau depuis sept ans et un single pour l'album Eye to Eye, qui sort le 28 mai 2021.

## Discographie

### Albums studio
- 2002 : The Datsuns (V2 Records)
- 2004 : Outta Sight, Outta Mind (V2 Records)
- 2006 : Smoke and Mirrors (V2 Records)
- 2008 : Head Stunts (Cooking Vinyl)
- 2012 : Death Rattle Boogie (Hellsquad Records)
- 2014 : Deep Sleep (Hellsquad Records)
- 2021 : Eye to Eye (Hellsquad Records)

### Singles
- 2000 : Supergyration
- 2002 : Lady
- 2002 : In Love
- 2002 : Harmonic Generator
- 2002 : MF From Hell
- 2004 : Blacken My Thumb
- 2004 : Girl's Best Friend
- 2006 : Stuck Here for Days
- 2006 : System Overload
- 2008 : Highschool Hoodlums
- 2008 : Human Error
- 2012 : Gold Halo